# Hebridochernes submonstruosus
Hebridochernes submonstruosus är en spindeldjursart som beskrevs av Beier 1970. Hebridochernes submonstruosus ingår i släktet Hebridochernes och familjen blindklokrypare. Inga underarter finns listade i Catalogue of Life.